# Kyhärä
Kyhärä är en ö i Finland. Den ligger i sjön Puruvesi och i kommunen Nyslott i  landskapet Södra Savolax, i den sydöstra delen av landet, 290 km nordost om huvudstaden Helsingfors. Öns area är 32,8 hektar och dess största längd är 0,9 kilometer i nord-sydlig riktning.